# Момент (мера времени)
Момент (англ. Moment) — средневековая английская мера времени, равная полутора современным минутам в день равноденствия.
До XIII века движение тени на солнечных часах составляло 40 моментов в один солнечный час, который в то время означал одну двенадцатую интервала между восходом и заходом солнца. Получалось, что длина солнечного часа зависела от длины дня, которая, в свою очередь, изменялась в зависимости от сезона года.
Самое раннее упоминание об этой мере времени было в VIII веке в трудах Достопочтенного Беды, который описывал временной интервал как: 1 час = 4 балла = 10 минут = 15 частей = 40 моментов. На Беду спустя четыре века ссылался Бартоломей Английский в своём труде De Proprietatibus Rerum (On the Properties of Things). С XIII века момент стал измеряться как 1/60 солнечного часа, то есть как 1/120 часть интервала между восходом и заходом солнца, что давало более постоянную длину солнечного часа, не зависящую от сезона года. Поэтому момент был использован в качестве единицы измерения времени до конца XV века, когда были введены искусственные часы, определяющие длительность интервала времени как количество полных оборотов исполнительного механизма. С этого момента момент перестал использоваться в качестве единицы измерения времени, однако его название осталось в качестве синонима для минуты.